# 新元大道站
新元大道站是徐州地铁2号线的地铁站，位于中华人民共和国江苏省徐州市云龙区昆仑大道与新元大道交叉口，于2020年11月28日开通。

## 车站结构
新元大道站沿昆仑大道东西设置，为地下二层岛式站台车站，车站长195.6米，标准段宽19.7米，车站地下一层为站厅层，地下二层为站台层，站台设置全高站台门。
| 地面              | 出入口 | 1、2、4出入口                                                                                                   |
| 地下一层          | 站厅   | 客服中心、自动售票机、验票机                                                                                    |
| 地下二层          | 站台   | \| \| \| █ 2号线往客运北站（汉源大道） \| \| 島式 · 開左邊车门 \| \| \| \| \| \| █ 2号线往新城区东（終點站） \| |
|                   |        | █ 2号线往客运北站（汉源大道）                                                                                   |
| 島式 · 開左邊车门 |        | |
|                   |        | █ 2号线往新城区东（終點站）                                                                                     |

## 车站出口
新元大道站目前开放3个出入口，各出口及周围设施如下所示：
| 出口编号            | 照片 | 出口指示         | 建议前往的目的地     |
| ------------------- | ---- | ---------------- | -------------------- |
| 1 · 出口 · （设有） |      | 昆仑大道（南侧） | 徐州市气象局         |
| 2 · 出口            |      | 昆仑大道（南侧） | 镜泊路九年一贯制学校 |
| 4 · 出口            |      | 昆仑大道（北侧） | 美的广场，美的翰城   |
| 图例： 设有         |      |                  |                      |

## 接驳交通

### 公交车
- 人才家园公交首末站：50路，78路，92路，93路，207路，快线K1路
- 新元大道地铁站：207路

## 车站历史
本站工程名与正式站名均为新元大道站，以车站横跨的新元大道命名。
- 2017年11月26日，车站主体结构封顶[2]。
- 2020年11月28日，车站随2号线一期通车开通[1]。